# Epicephala homostola
Epicephala homostola är en fjärilsart som beskrevs av Lajos Vári 1961. Epicephala homostola ingår i släktet Epicephala och familjen styltmalar.
Artens utbredningsområde är Namibia. Inga underarter finns listade i Catalogue of Life.